# Lee Tae-min
Lee Tae-min (Hangul: 이태민; Hanja: 李泰民, Hán-Việt: Lý Thái Dân, sinh ngày 18 tháng 7 năm 1993) là một nam ca sĩ, vũ công, diễn viên người Hàn Quốc. Anh là thành viên của nhóm nhạc nam Hàn Quốc Shinee, nhóm nhạc đặc biệt SuperM do SM Entertainment thành lập và quản lý.

## Tiểu sử
Taemin sinh ngày 18 tháng 7 năm 1993 tại thủ đô Seoul, Hàn Quốc.
Taemin đã học tiếng Trung tại Bắc Kinh vào năm 2007. Tháng 3 năm 2011, Taemin chuyển từ Trung học Chungdam sang Trung học Nghệ thuật Hanlim để theo kịp lịch trình bận rộn với kế hoạch Nhật tiến của Shinee và đã tốt nghiệp vào tháng 2 năm 2012. Taemin hiện đang theo học chuyên ngành âm nhạc và điện ảnh tại Đại học Myongji.

## Sự nghiệp

### 2008-nay: Ra mắt với Shinee
Taemin học nhảy từ năm lớp ba tiểu học và được phát hiện qua 2005 SM Open Weekend Audition Casting khi học lớp 6. Năm 2008, anh được chọn làm thành viên của nhóm Shinee. Nhóm ra mắt vào ngày 25 tháng 5 năm 2008 trên sân khấu Inkigayo khi mới 15 tuổi và hiện là thành viên nhỏ tuổi nhất nhóm.
Taemin đảm nhiệm vai trò nhảy chính của nhóm và được đánh giá là một trong những idol có vũ đạo tốt nhất K-pop. Giọng hát của cậu cũng ngày càng được đánh giá cao và ngày càng hoàn thiện.
Năm 2011, Taemin cùng với các thành viên khác sang Nhật Bản hợp tác với EMI Music Japan để cho ra mắt đĩa đơn tiếng Nhật đầu tiên và ra mắt chính thức tại đó.

### 2014-2016: Các hoạt động khác
Taemin cũng xuất hiện trên truyền hình "Idol Maknae Rebellion" với tư cách khách mời cùng với các thành viên Key và Jonghyun.
Năm 2014, SM đã cho phát hành MV solo đầu tiên của Shinee sau gần 6 năm hoạt động dành cho Taemin mang tên "Danger".
Tháng 2 năm 2016, SM đã phát hành album solo comeback của Taemin, Press It. Album đã gây được thành công ấn tượng với lượt đĩa bán ra cao nhất tuần đầu tiên (hơn 72000 bản) trong lịch sử các thần tượng solo Hàn Quốc.
Tháng 7 năm 2016, SM đã cho phát hành MV solo debut của Taemin mang tên "Sayonara Hitori (さよならひとり)". Điều này đã khiến cho nhiều người bất ngờ vì SMTOWN đã không tung ra teaser trên trang của mình. MV cũng đã nói lên điều kiện kinh tế của SM.

### 2017–nay: Hoạt động solo
Ngày 26 tháng 6 năm 2017, MV "Flame of Love" với album cùng tên được phát hành.
Ngày 16 tháng 10 năm 2017, anh ra mắt MV "Move". Với tác phẩm này, Taemin được nhận giải "Nghệ sĩ có màn trình diễn xuất dance xuất sắc nhất" tại lễ trao giải MAMA 2017, anh có màn kết hợp với Sunmi tại hai bài "Gashina" và "Move".
Ngày 10 tháng 11 năm 2017, anh ra mắt MV "Thirsty".
Ngày 7 tháng 12 năm 2017, anh ra mắt MV "Day and Night".

### 2019–nay: Hoạt động với SuperM và nghĩa vụ quân sự
Tháng 8 năm 2019, Taemin trở thành thành viên của SuperM, một nhóm nhạc đặc biệt hoạt động tại thị trường Mỹ do SM Entertainment và Capitol Records hợp tác thành lập. Nhóm ra mắt công chúng với mini-album đầu tay cùng tên vào ngày 4 tháng 10 năm 2019.
Ngày 19 tháng 4 năm 2021, Taemin thông báo anh sẽ bắt đầu thực hiện nghĩa vụ quân sự vào ngày 31 tháng 5. Trước khi lên đường nhập ngũ, anh ra mắt mini-album tiếng Hàn thứ ba, Advice vào ngày 18 tháng 5.

## Phim điện ảnh
- 2012: "Koala Kid: Birth of A Hero" thủ vai Johnny.

## Phim truyền hình
- 2009: "Taehee-Hyekyo-Jihyun!" thủ vai Junsu trên MBC.
- 2010: "Athena: Goddess of War" trên SBS.
- 2011: "Moon Night 90" vai Kim Sung Jae trên MNet.
- 2011: "High Kick!" (Gia đình là số một) phần 3 của MBC.
- 2012: "Salamander Guru and The Shadows" trên SBS.
- 2013: "Dating Agency: Cyrano" thủ vai Ray tên TvN

## Show truyền hình
- 2011: Let's Go Dream Team! Season 2 trên KBS cùng thành viên cùng nhóm - Minho
- 2012: Immortal Song 2 trên KBS
- 2012: Strong Heart cùng thành viên cùng nhóm Jonghyun (ep 154)
- 2013: We Got Married cùng Apink Son NaEun
- 2014: Running man(ep 209)
- 2015: Match made in heaven returns
- 2015: I'm going to school
- 2017: The unit
- 2017: Life Bar
- 2018: The call
- 2018: Why not the dancer